# Paedomorpha gayi
Paedomorpha gayi är en insektsart som beskrevs av Courtenay N. Smithers 1963. Paedomorpha gayi ingår i släktet Paedomorpha och familjen fransgaffelstövsländor. Inga underarter finns listade i Catalogue of Life.